# Audrey Lacroix
Audrey Lacroix (Pont-Rouge, 17 de noviembre de 1983) es una deportista canadiense que compitió en natación.
Ganó una medalla de bronce en el Campeonato Mundial de Natación en Piscina Corta de 2004, en la prueba de 200 m mariposa. Participó en tres Juegos Olímpicos de Verano, entre los años 2008 y 2016, ocupando el séptimo lugar en Pekín 2008, en la prueba de 4 × 100 m estilos.

## Palmarés internacional
| Campeonato Mundial en Piscina Corta | Campeonato Mundial en Piscina Corta | Campeonato Mundial en Piscina Corta | Campeonato Mundial en Piscina Corta |
| Año                                 | Lugar                               | Medalla                             | Prueba                              |
| ----------------------------------- | ----------------------------------- | ----------------------------------- | ----------------------------------- |
| 2004                                | Indianápolis (Estados Unidos)       | Medalla de bronce                   | 200 m mariposa                      |